# Einar Stensrud
Einar Jørgensen Stensrud (ur. 13 stycznia 1895 w Hamarze, zm. 12 lipca 1964 w Oslo) – norweski zapaśnik walczący w stylu klasycznym. Olimpijczyk z Antwerpii 1920, gdzie odpadł w ćwierćfinale wagi średniej do 75 kg.

## Letnie Igrzyska Olimpijskie 1920
| Konkurencja                  | Walki                    | Walki                   | Klas. końcowa |
| Konkurencja                  | Przeciwnik I             | Ćwierćfinał             | Miejsce       |
| ---------------------------- | ------------------------ | ----------------------- | ------------- |
| styl klasyczny, waga średnia | Sotirios Notaris (GRE) W | Henry Szymanski (USA) P | trzecia runda |